# Skierka nephelii
Skierka nephelii är en svampart som beskrevs av S. Ito & Muray. 1943. Skierka nephelii ingår i släktet Skierka och familjen Pileolariaceae.   Inga underarter finns listade i Catalogue of Life.